# Prionopelta
Prionopelta is een geslacht van vliesvleugelige insecten van de familie Mieren (Formicidae).

## Soorten
- P. aethiopica Arnold, 1949
- P. amabilis Borgmeier, 1949
- P. amieti Terron, 1974
- P. antillana Forel, 1909
- P. brocha Wilson, 1958
- P. descarpentriesi Santschi, 1924
- P. humicola Terron, 1974
- P. kraepelini Forel, 1905
- P. majuscula Emery, 1897
- P. marthae Forel, 1909
- P. media Shattuck, 2008
- P. modesta Forel, 1909
- P. opaca Emery, 1897
- P. punctulata Mayr, 1866
- P. robynmae Shattuck, 2008